# Балкарова, Фоусат Гузеровна
Фоусат Гузеровна Балкарова (кабард.-черк. Балъкъэр Гъузер ипхъу Фоусэт; 27 марта 1932 —28 марта  — 2009) — кабардинская поэтесса.

## Биография
Фоусат Балкарова родилась 27 марта 1932 года, в семье колхозника в селе Кишпек Баксанского района КБАССР. В 1960 году окончила Литературный институт имени А. М. Горького.
Первые произведения Балкаровой были опубликованы в 1947 году. В 1958 году вышел её первый поэтический сборник «Нэхущ» (Рассвет), посвящённый родной природе. Женщинам Кавказа посвящены её циклы «Капля солнца» и «Дочь Кавказа». Позднее вышли сборники «Уафэр хызодыкI» (Вышиваю небо), «Дунеищӏэр зыщӏым хуэфащэщ» (Хозяева новой жизни), «Къысхуэгуфӏэ» (Обрадуйся мне), «Уи хэку и мывэхэри дыщэщ» (На родине и камни — золотые) и другие. Её перу также принадлежат поэмы «Гугъэм и лъэрыгъ» (Стремя мечты) и «Блэ зэуар аркъэным щощтэ» (Ужаленный змеёй аркана боится), о событиях Гражданской и Великой Отечественной войн.
Стихи Балкаровой переведены на языки народов бывшего СССР и других стран, многие из них положены на музыку.